# Adam Hansen
Adam Hansen (Cairns, Queensland, 11 de maig del 1981) és un exciclista australià, professional entre el 2007 i el 2020. Es va retirar a les files del Lotto-Soudal.
Abans de passar a professional amb el T-Mobile Team, Hansen va guanyar dues vegades el Crocodile Trophy, una cursa de mountain bike per etapes a Austràlia, considerada la cursa de MTB més dura del món.
En el seu palmarès destaca el campionat nacional de contrarellotge de 2008, una etapa al Giro d'Itàlia de 2013 i una etapa a la Volta a Espanya de 2014.
Té el rècord de més Grans Voltes consecutives acabades (20).

## Palmarès
- 2006
  - 1r al Gran Premi Bradlo
- 2008
  -  Campió d'Austràlia en contrarellotge
- 2010
  - 1r a la Ster Elektrotoer i vencedor d'una etapa
- 2013
  - Vencedor d'una etapa al Giro d'Itàlia
- 2014
  - Vencedor de la classificació de la muntanya al Tour Down Under
  - Vencedor d'una etapa a la Volta a Espanya

### Resultats al Tour de França
- 2008. 108è de la classificació general
- 2010. No surt (2a etapa)
- 2013. 72è de la classificació general
- 2014. 64è de la classificació general
- 2015. 114è de la classificació general
- 2016. 100è de la classificació general
- 2017. 113è de la classificació general

### Resultats a la Volta a Espanya
- 2007. 89è de la classificació general
- 2009. 94è de la classificació general
- 2011. 129è de la classificació general
- 2012. 123è de la classificació general
- 2013. 60è de la classificació general
- 2014. 53è de la classificació general. Vencedor d'una etapa
- 2015. 55è de la classificació general
- 2016. 110è de la classificació general
- 2017. 95è de la classificació general

### Resultats al Giro d'Itàlia
- 2008. 108è de la classificació general
- 2010. Abandona (11a etapa)
- 2012. 94è de la classificació general
- 2013. 72è de la classificació general. Vencedor d'una etapa
- 2014. 73è de la classificació general
- 2015. 77è de la classificació general
- 2016. 68è de la classificació general
- 2017. 93è de la classificació general
- 2018. 60è de la classificació general
- 2019. 68è de la classificació general
- 2020. 117è de la classificació general